# القنفذ شادو
القنفذ شادو (بالإنجليزية : Shadow The Hedgehog ؛ باليابانية: シャドウ・ザ・ヘッジホッグ، شادووه زا هيجيهوگوو)هو شخصية خيالية من سلسلة ألعاب القنفذ سونيك التي تنتجها شركة سيجا. يُعد شادو قنفذًا أسود وأحمر اللون، وله شخصية غامضة ومعقدة. شادو هو شخصية مُضادة للبطل، حيث يمتلك نوايا طيبة ولكنه مستعد للقيام بكل ما يلزم لتحقيق أهدافه، مما يجعله في صراع مستمر مع سونيك في العديد من الأحيان. ظهر شادو لأول مرة في لعبة "سونيك أدفانشر 2" التي صدرت عام 2001 .

## سيرة الشخصية
```
فقد تم إنشاؤه بواسطة البروفيسور جيرالد روبوتنيك، جد الدكتور إيغمان، وكان هدفه الأول هو البحث عن الانتقام بعد فقدانه لصديقته المقربة ماريا روبوتنيك. ورغم أن شادو كان في البداية يسعى للانتقام، إلا أنه سرعان ما قرر أن يحمي العالم من الأخطار، ملتزمًا بوعده لماريا. ومع مرور الوقت، بدأت شخصية شادو في التطور، ليصبح أكثر توازنًا ووعيًا، حيث أصبح يسعى إلى تحقيق العدالة بدلاً من مجرد الانتقام. كان الهدف الأول من ظهوره هو أن يكون شخصية لمرة واحدة في اللعبة، إلا أن شعبيته بين اللاعبين جعلته يظهر في ألعاب أخرى فيما بعد.
```

فيما بعد، أصدرت شركة سيغا لعبة خاصة بشادو تحت اسم "القنفذ شادو"  عام 2005، التي تميزت عن ألعاب سونيك الأخرى بوجود دراجات نارية، سيارات، أسلحة وأدوات، مما أضاف جانبًا جديدًا وأسلوبًا مختلفًا للعبة و كذلك لعبة سونيك إكس شادو جينيريشنز , كما كان جزءًا من "فريق الظلام" في لعبة "سونيك هيروز" (2003)، وهو فريق يتكون من شادو، الخفاشة روج وإي-123 أوميغا، حيث شكلوا تحالفًا معًا لمواجهة الأعداء . في فيلم "القنفذ سونيك 3" الذي صدر عام 2024، ظهرت شخصية شادو بشكل جديد ومثير، حيث قام كيانو ريفز بتقديم صوته لهذا الدور في السلسلة السينمائية. وقد لاقى أداء ريفز إشادة كبيرة من النقاد، حيث نجح في تقديم شخصية شادو بطريقة تعكس التوتر الداخلي الذي يعاني منه، بالإضافة إلى الرزانة والظلام الذي يميز شخصيته في الألعاب. هذا الظهور في الفيلم أضاف بُعدًا جديدًا لشخصية شادو وجعلها أكثر ارتباطًا بجمهور جديد من عشاق الأفلام.